# Web Accessibility Initiative
La Web Accessibility Initiative (WAI) o Iniciativa para la Accesibilidad Web es una rama del World Wide Web Consortium que vela por la accesibilidad de la Web.
Publica las Guías de Accesibilidad al Contenido Web.
La idea general del WAI es crear una serie de reglas claras.
El grado de accesibilidad se establece en niveles denominados A, AA, y AAA, correspondiendo respectivamente a criterios mínimos de accesibilidad, extendidos, y accesibilidad máxima. Técnicamente la accesibilidad se implementa mediante pautas de lógica estructural de documentos, contenido auto-explicativo y semántica adicional, con la intención de permitir, a una audiencia lo más extensa posible de usuarios con distintos niveles de dotación tecnológica y capacidad sensorial, acceder a la información que se intenta representar y transmitir. 
Se incide especialmente en que las capacidades tecnológicas punteras (entiéndase por ejemplo animaciones con Adobe Flash, JavaScript, AJAX) se usen con la moderación o consideración suficiente para llegar al máximo conjunto posible de usuarios con una funcionalidad suficiente, sin desvirtuar el concepto de acceso frente al de avance tecnológico de moda, y prestando especial cuidado de ofrecer información alternativa.